# متعب البرغش
متعب بن عبد الرحمن بن إبراهيم البرغش خبير فلكي، وراءٍ للأهلة في مرصد تمير في المملكة العربية السعودية، وهو سعودي من عائلة معروفة بحدة بصرها، واهتمامها بتحرّي رؤية الهلال قبل بداية كل شهر قمري خلال مئة عام.

## سيرته
ورثَ متعب منذ الطفولة اهتمامَه وعلمَه بالرؤية عن أبيه عبد الرحمن عن جدّه إبراهيم الذي كان شيخ دين ذا بصَر حادّ، وصف متعب اهتمامه برؤية الهلال فقال «هذه هبة من الله نتمتع بها ونسعى إلى تعليمها لأولادنا بعد أن ورثناها عن آبائنا وأجدادنا»، كان أبوه يصعد فوق مرقب عالٍ ليتحرّى رؤية هلال رمضان وهلال عيد الفطر وهلال شهر ذي الحجة، متعب وأخوته درّبهم أبوهم على رؤية الهلال حتى أصبح ذلك شغفاً. ولهم موقع للرؤية صار مرصدًا يستقبل الراغبين في التدرّب على رؤية الهلال، بدأ متعب البرغش بتحرّي رؤية الأهلّة منذ سنة 1426هـ، وقال يوم 3 يونيو سنة 2019 «إننا بدأنا الترائي للأهلة بمرصد تمير ولله الحمد منذ عام 1426هـ، وبدأنا في توثيق شهاداتنا بعد الترائي منذ عام 1434هـ إلى الآن في المحكمة العليا مع شقيقي إبراهيم محتسبين الأجر من الله»، ويرى أن المقصد من تدريب وتعليم رؤية الهلال هو التزام بالأمر النبَوي، إذ قال الرسول محمد «صوموا لِرؤيته وأفطروا لِرؤيته»، فهي سُنّة نبوية لا بدّ من إحيائها، يتحرّى متعب رؤية الهلال كل يوم ساعتين، غيرَ معتمد على التلسكوب، بل على خبرته الموروثة عن أبيه، إذ كانت وسيلة تعلّمه أولاً علامات على جدار ويضع عليها علامات ومواصير وقت الشروق ووقت الغروب، حتى استطاع بعد مدة أن يُتقن معرفتها بنظرة دون أدوات، نقلت العربية نت عن متعب أنه «يقوم بالرصد من عام 1426 للهجرة حيث إنه ورث بعد النظر وهذه القدرة من والده وجده اللذين أورثاه هذه المعرفة. وعن عدد المرات التي قام بها بالرصد، أوضح أنه يصل دائما للنتيجة الصحيحة، وذلك بعد متابعة الهلال في الشروق والغروب من بداية الشهر إلى نهايته، وأنه بمجرد معرفه محله يكون الوضع في رصده سهلا، موضحا أنه يقوم بالمتابعة يوميا في مرصد تمير للوصول للمعلومة وذلك في الفجر وفي المغيب، وخصوصا في أوقات الذروة»، تمير وحوطة سدير وشقراء هنّ أحسن ثلاثة مواقع لرؤية الهلال وفقاً لقول متعب، لأنها برأيه مواقع ذات سماء صافية، يرى متعب البرغش أن الآلات التقنية الحديثة لا تُزيل الحاجة للرؤية المجرّدة، وأن الرؤية بالآلة والرؤية المجرّدة متكاملتان، لمتعب ابن اسمه عبد الرحمن وبنت اسمها سارة، كلاهما ورثا الشغف بتحرّي رؤية الأهلة، قال متعب «يرافقنا أبناؤنا كل شهر لفهم العلم واستيعابه استيعاباً صحيحاً، ونُدرّبُ أكثر من خمسة أشخاص في مرصد تمير ليكونوا رؤاة المستقبل»، ذكر متعب أنه حين تحرّى هلال رمضان لسنة 1443هـ «أنه استطاع من خلال متابعة القمر خلال 15 يوما الماضية، ولذلك تم رصد الهلال من خلال العلامات التي يضعها تجاوز فيها قدرة التلسكوب الذي اعتبره من صنع البشر ولا مقارنة بين صنع الإنسان وصنع الله»، متعب معروف في السعودية، ويُتداول اسمُه في مواسم تحرّي الهلال، وقد شهدَ أنه رأى هلال رمضان سنة 1443هـ مع تعذر رؤية الهلال بجهاز التلسكوب وفقاً لقناة الإخبارية السعودية وهو من بلدة تمير، 140 كيلومتراً شمال غرب الرياض.